# Camp Mirage

Le camp Mirage est une base opérationnelle avancée (BOA) des Forces canadiennes (FC) située dans le désert près de Dubaï aux Émirats arabes unis.

## Historique
Le camp Mirage fut établi à l'automne 2001 principalement dans le but de supporter les troupes canadiennes en mission dans cette région de l'hémisphère. Cette base fait partie de l'élément de support en théâtre opérationnel. Il a également plusieurs autres tâches non-énumérés pour des raisons de politique et de sécurité.
L'emplacement exact du camp Mirage et la nature de sa mission sont classifiés par le ministère de la Défense nationale canadien (MDN). Plusieurs sources rapportent néanmoins qu'il pourrait se trouver sur la base émirienne d'Al Minhad. (25° 01′ 37″ N, 55° 22′ 15″ E). L'Australian Defence Force et la New Zealand Defence Force se trouveraient également au camp Mirage.
L'équipement au camp Mirage inclut :
- CC-130 Hercules, avions de transport tactique